# Hunter Burgan
Hunter Lawrence Burgan (né le 14 mai 1976 dans le comté de Los Angeles) est le troisième et actuel bassiste du groupe AFI.

## Biographie
Hunter Burgan nait dans le comté de Los Angeles en Californie et grandit à Grass Valley, toujours en Californie. Il est vegan,,

## Discographie

### Avec the Force
- Fettish EP (1996)
- I Don't Like You Either (1997)
- Split EP with the Traitors (1998)
- Complete Discography (2008)

### Avec Badical Turbo Radness
- To the Rescue (1997)

### Avec AFI
- Shut Your Mouth and Open Your Eyes (1997)
- A Fire Inside EP (1998)
- Black Sails EP (1999)
- Black Sails in the Sunset (1999)
- All Hallow's EP (1999)
- The Art of Drowning (2000)
- 336 (2002)
- Sing the Sorrow (2003)
- Decemberunderground (2006)
- Crash Love (2009)
- Burials (2013)
- AFI (2017)
- Missing Man EP (2018)
- Bodies (2021)

### Avec the Frisk
- Rank Restraint (2001)
- Audio Ransom Note (2003)

### Avec Hunter Revenge
- Hunter Revenge (2001)

### Avec Tegan and Sara
- The Con (2007)
- Sainthood (2009)

### Avec Dan and Hunter
- Dan & Hunter's Holiday EP Volume One (2008)

### Avec Matt Skiba and the Sekrets
- "Babylon" (2012)
- "Haven't You?" (EP) (2012)
- "Kuts" (2015)

## Comics
Hunter Burgan est scénariste et illustrateur pour la série de comics Cat With Matches.

## Sources
- (en) Cet article est partiellement ou en totalité issu de l’article de Wikipédia en anglais intitulé « Hunter Burgan » (voir la liste des auteurs).